# Хенри, Дрю
Дрю Хе́нри  (англ. Drew Henry, род. 24 ноября 1968 года) — шотландский бывший профессиональный игрок в снукер.

## Карьера
Стал профессионалом в 1991 году. Впервые выступил в финальной стадии чемпионата мира в 1994 году, проиграв в 1/16 Джону Пэрроту, 9:10. Лучшее достижение Хенри на чемпионатах мира — 1/8 финала 2000 и 2003 годов (причём в обоих случаях в первом раунде он побеждал Марка Кинга). Среди других турниров можно выделить полуфинал чемпионата Великобритании в 2002, когда в четвертьфинале Хенри выиграл у защищавшего свой титул Ронни О'Салливана, 9:6. Также шотландец выходил в полуфиналы China Open в 2000 и Scottish Open в 2001.
Дрю Хенри был в Топ-32 на протяжении 5 лет, достигнув наилучшего результата — 18 места — в 2001.